# A Tottenham Hotspur 2008–2009-es szezonja
A 2008–2009-es szezon az angol Tottenham Hotspur 17. szezonja volt a Premier League-ben, 30. az élvonalban, és a 126. év megalakulásuk óta.
Miután a 11. helyen végeztek a 2007–2008–as szezonban a bajnokságban, az új szezont a spanyol Juande Ramosszal kezdték, aki az előző szezonban került a csapat élére. A Tottenham történetének legrosszabb bajnoki kezdését produkálta (az első 8 mérkőzésükön egyszer sem nyertek, és kétszer játszottak döntetlent), és a tabella alján álltak, így Ramos távozni kényszerült. Az új vezetőedző a Portsmouth menedzsere, Harry Redknapp lett, akivel a csapat teljesítménye hamar fellendült, kinevezése után az első mérkőzést máris megnyerték a Bolton ellen, majd döntetlent játszottak az Arsenallal és 2–1-re győzték le a Liverpoolt. A csapat végül a 8. helyen zárta a szezont, két pontra az Európa-liga-indulást jelentő 7. helytől. A Ligakupa döntőjébe is bekerültek, ahol címvédőként a bajnokság éllovasával, a Manchester Uniteddel találkoztak. A mérkőzésen azonban elmaradt a címvédés, 4–1-re vesztettek büntetőkkel.
A Tottenham a szezon során 15 játékost igazolt le –visszatért a szezon elején a Liverpoolhoz távozó Robbie Keane is–, és 19 játékost adott el, többek közt Paul Robinsont, Steed Malbranque-ot és Dimitar Berbatovot.

## Áttekintés
A Tottenham ebben az idényben is részt vehetett az UEFA-kupában, miután az előző szezonban megnyerték a Ligakupát.
Első igazolásuk a horvát Luka Modrić volt, akit a Dinamo Zagreb-től igazoltak még a 2007-08-as szezonban. A második számú kapus, Radek Černý 2008. május 13-án a Queens Park Rangers-hez igazolt ingyen, mivel a kölcsönszerződése lejárt a klubnál, és a Slavia Praha sem hosszabbította meg a szerződését. A csapat ezenkívül ismét bejelentette, hogy annak a klubnak, aki le szeretné igazolni csatárukat, Dimitar Berbatovot, 30 millió fontnál többet kell fizetnie. 2008. június 6-án a Tottenham megegyezett az Barcelonával a 19 éves Giovani dos Santos átigazolásáról. 2008. június 26-án leigazolták a holland PSV Eindhoven-től a brazil kapust, Heurelho Gomest 8 millió font körüli összegért.
A Premier League mérkőzéseit a 2008-09-es szezonra 2008. június 16-án hozták nyilvánosságra. A csapat a Middlesbrough ellen kezd idegenben 2008. augusztus 16-án.
A Tottenham Spanyolországban edzőtáborozott, júliusban három spanyol csapattal is játszottak barátságos mérkőzést. Augusztus elején pedig a Feyenoord Jubileum nevű kiírásban mérkőznek meg Rotterdamban a Celtic-kel és a Borussia Dortmunddal együtt.
2008. július 23-án Teemu Tainio elhagyta a klubot és a Sunderland-hez csatlakozott. Ő volt Roy Keane menedzser első nyári igazolása. Később Pascal Chimbonda is a Fekete Macskákhoz igazolt át.
2008. július 25-én az angol válogatott kapus, Paul Robinson is távozott 4 év után, ő a Blackburn Roversnél írt alá 5 éves szerződést 3.5 millió fontért. Robinson 2004 májusában igazolt a Tottenham-be és 175 mérkőzésen állt a kapuban, a Watford elleni bajnokin 2007-ben gólt is szerzett.
2008. július 28-án a csapat megegyezett Robbie Keane átigazolásáról a Liverpoollal. A játékosért 19 millió fontot fizettek, ami 20.3 millió fontra is emelkedhet. Átigazolása hosszú egyezkedés végére tett pontot. Keane 2002-től volt a csapat tagja, századik gólját az elmúlt szezonban, 2008. január 19-én szerezte a Sunderland ellen. 197 bajnokin játszott, ezalatt 80 gólt szerzett, összesen pedig 253 mérkőzésen lépett pályára Tottenham-mezben.

## Mezek
A csapat 2008. május 6-án mutatta be mezeit a 2008–09-es szezonra. A hazai mez csak kismértékben változott, fehér színű kék  szegéllyel. Az idegenbeli mez világoskék, az UEFA-kupában használt mez pedig fekete, fehér és arany szegéllyel.
| \| \| \| \| \| \| \| \| \| \| \| \| |              |              |
| Hazai mez                           |              |              |
| Team colours                        | Team colours | Team colours |
| Team colours                        |              |              |
| Team colours                        |              |              |

| Team colours | Team colours | Team colours |
| Team colours |              |              |
| Team colours |              |              |

| \| \| \| \| \| \| \| \| \| \| \| \| |              |              |
| Idegenbeli mez                      |              |              |
| Team colours                        | Team colours | Team colours |
| Team colours                        |              |              |
| Team colours                        |              |              |

| Team colours | Team colours | Team colours |
| Team colours |              |              |
| Team colours |              |              |

| \| \| \| \| \| \| \| \| \| \| \| \| |              |              |
| Harmadik mez                        |              |              |
| Team colours                        | Team colours | Team colours |
| Team colours                        |              |              |
| Team colours                        |              |              |

| Team colours | Team colours | Team colours |
| Team colours |              |              |
| Team colours |              |              |

| \| \| \| \| \| \| \| \| \| \| \| \| |              |              |
| Hazai kapusmez                      |              |              |
| Team colours                        | Team colours | Team colours |
| Team colours                        |              |              |
| Team colours                        |              |              |

| Team colours | Team colours | Team colours |
| Team colours |              |              |
| Team colours |              |              |

| \| \| \| \| \| \| \| \| \| \| \| \| |              |              |
| Idegenbeli kapusmez                 |              |              |
| Team colours                        | Team colours | Team colours |
| Team colours                        |              |              |
| Team colours                        |              |              |

| Team colours | Team colours | Team colours |
| Team colours |              |              |
| Team colours |              |              |

| \| \| \| \| \| \| \| \| \| \| \| \| |              |              |
| Harmadik kapusmez                   |              |              |
| Team colours                        | Team colours | Team colours |
| Team colours                        |              |              |
| Team colours                        |              |              |

| Team colours | Team colours | Team colours |
| Team colours |              |              |
| Team colours |              |              |

## Bajnoki tabella
# = Helyezés; M = Játszott Meccsek száma; Gy = Győzelem; D = Döntetlen; V = Vereség; Lg = Lőtt gólok; Kg = Kapott gólok; Gk = Gólkülönbség; Pont = Pontok

Rendezési elv: 1.: pontszám; 2.: gólkülönbség; 3.: lőtt gólok száma

## Játékosok

### Keret
| #  |                  | Poszt | Név                |
| -- | ---------------- | ----- | ------------------ |
| 1  | brazil           | K     | Heurelho Gomes     |
| 2  | skót             | V     | Alan Hutton        |
| 3  | wales            | V     | Gareth Bale        |
| 4  | elefántcsontpart | KP    | Didier Zokora      |
| 5  | angol            | KP    | David Bentley      |
| 6  | angol            | KP    | Tom Huddlestone    |
| 7  | angol            | KP    | Aaron Lennon       |
| 8  | angol            | KP    | Jermaine Jenas     |
| 9  | orosz            | CS    | Roman Pavljucsenko |
| 10 | angol            | CS    | Darren Bent        |
| 11 | brazil           | V     | Gilberto           |

| #  |         | Poszt | Név                          |
| -- | ------- | ----- | ---------------------------- |
| 14 | horvát  | KP    | Luka Modrić                  |
| 16 | wales   | V     | Chris Gunter                 |
| 17 | mexikó  | CS    | Giovani dos Santos           |
| 18 | angol   | CS    | Fraizer Campbell             |
| 20 | angol   | V     | Michael Dawson               |
| 21 | spanyol | K     | César Sánchez                |
| 22 | horvát  | V     | Vedran Ćorluka               |
| 24 | angol   | KP    | Jamie O'Hara                 |
| 26 | angol   | V     | Ledley King (csapatkapitány) |
| 32 | kamerun | V     | Benoît Assou-Ekotto          |
| 39 | angol   | V     | Jonathan Woodgate            |

### Érkeztek
| Dátum               | Játékos            | Korábbi klubja   | Ár             |
| ------------------- | ------------------ | ---------------- | -------------- |
| 2008. május 30.     | John Bostock       | Crystal Palace   | 700 000 £      |
| 2008. június 30.    | Mirko Ranieri      | Perugia          | ??             |
| 2008. július 1.     | Jose-Paul Mpoku    | Standard Liège   | ??             |
| 2008. július 1.     | Luka Modrić        | Dinamo Zagreb    | 16.5 millió £  |
| 2008. július 1.     | Giovani dos Santos | Barcelona        | 4.7 millió £   |
| 2008. július 1.     | Heurelho Gomes     | PSV Eindhoven    | 7.8 millió £   |
| 2008. július 30.    | David Bentley      | Blackburn Rovers | 15 millió £    |
| 2008. augusztus 8.  | César Sánchez      | Real Zaragoza    | ??             |
| 2008. augusztus 30. | Roman Pavljucsenko | Szpartak Moszkva | 13.8 millió £  |
| 2008. szeptember 1. | Vedran Ćorluka     | Manchester City  | 8.5 millió £   |
| 2009. január 6.     | Jermain Defoe      | Portsmouth       | 9 millió £     |
| 2009. január 21.    | Wilson Palacios    | Wigan Athletic   | 12 millió £    |
| 2009. január 26.    | Carlo Cudicini     | Chelsea          | Ingyen         |
| 2009. január 26.    | Pascal Chimbonda   | Sunderland       | 3 millió £     |
| 2009. február 2.    | Robbie Keane       | Liverpool        | 12 millió £    |
|                     |                    |                  | Összesen       |
|                     |                    |                  | 102.3 millió £ |

### Távoztak
| Dátum               | Játékos             | Új klubja                | Ár             |
| ------------------- | ------------------- | ------------------------ | -------------- |
| 2008. július 1.     | Radek Černý         | QPR                      | ingyen         |
| 2008. július 1.     | Joe Martin          | Blackpool                | ??             |
| 2008. július 7.     | Tommy Forecast      | Southampton              | ??             |
| 2008. július 23.    | Teemu Tainio        | Sunderland               | ??             |
| 2008. július 25.    | Paul Robinson       | Blackburn Rovers         | 3.5 millió £   |
| 2008. július 26.    | Pascal Chimbonda    | Sunderland               | ??             |
| 2008. július 28.    | Robbie Keane        | Liverpool                | 20.3 millió £  |
| 2008. július 30.    | Steed Malbranque    | Sunderland               | ??             |
| 2008. augusztus 11. | Younes Kaboul       | Portsmouth               | 6 millió £     |
| 2008. augusztus 14. | Anthony Gardner     | Hull City                | 2.5 millió £   |
| 2008. augusztus 27. | Li Jongphjo         | Borussia Dortmund        | ??             |
| 2008. szeptember 1. | Dimitar Berbatov    | Manchester United        | 30.75 millió £ |
| 2008. december 21.  | Paul Stalteri       | Borussia Mönchengladbach | Elengedve      |
| 2008. december 29.  | Dag Alexander Olsen | Valencia                 | ??             |
| 2009. január 2.     | Andy Barcham        | Gillingham               | ??             |
| 2009. január 6.     | Charlie Daniels     | Leyton Orient            | Ingyen         |
| 2009. január 21.    | César Sánchez       | Valencia                 | ??             |
| 2009. január 23.    | Hosszám Gáli        | en-Naszr                 | ??             |
| 2009. február 9.    | Leigh Mills         | ??                       | Elengedve      |
|                     |                     |                          | Összesen       |
|                     |                     |                          | 68.75 millió £ |

### Kölcsönben

#### Érkezett
| Dátum               | Játékos          | Klub              | Kölcsön vége    |
| ------------------- | ---------------- | ----------------- | --------------- |
| 2008. szeptember 2. | Fraizer Campbell | Manchester United | 2009. május 24. |

#### Távozott
| Dátum                | Játékos                 | Klub                 | Kölcsön vége         |
| -------------------- | ----------------------- | -------------------- | -------------------- |
| 2008. július 11.     | Jake Livermore          | Crewe Alexandra      | 2008. július 23.     |
| 2008. augusztus 26.  | Charlie Daniels         | Gillingham           | 2008. szeptember 29. |
| 2008. augusztus 8.   | Troy Archibald-Henville | Norwich              | 2008. november 10.   |
| 2008. október 16.    | Ben Alnwick             | Carlisle             | 2008. november 17.   |
| 2008. szeptember 19. | David Button            | Grays Athletic       | 2008. november 20.   |
| 2008. július 2.      | Simon Dawkins           | Leyton Orient        | 2009. január 1.      |
| 2008. augusztus 8.   | Leigh Mills             | Gillingham           | 2009. január 1.      |
| 2008. augusztus 26.  | Tomas Pekhart           | Southampton          | 2009. január 1.      |
| 2008. szeptember 25. | Andy Barcham            | Gillingham           | 2009. január 2.      |
| 2009. január 1.      | Lee Butcher             | Grays Athletic       | 2009. február 15.    |
| 2009. január 16.     | David Button            | Bournemouth          | 2009. február 16.    |
| 2009. február 25.    | Kyle Fraser-Allen       | Macclesfield         | 2009. április 1.     |
| 2009. március 6.     | David Button            | Luton                | 2009. április 7.     |
| 2009. március 10.    | Lee Butcher             | St Albans            | 2009. április 11.    |
| 2009. március 13.    | Ádel Táarábt            | QPR                  | 2009. április 24.    |
| 2009. április 17.    | David Button            | Dagenham & Redbridge | 2009. május 1.       |
| 2009. január 20.     | Troy Archibald-Henville | Exeter               | 2009. május 4.       |
| 2009. január 29.     | Dorian Dervite          | Southend             | 2009. május 4.       |
| 2009. március 3.     | Danny Hutchins          | Yeovil               | 2009. május 4.       |
| 2009. március 12.    | Chris Gunter            | Nottingham Forest    | 2009. május 4.       |
| 2009. március 13.    | Giovani Dos Santos      | Ipswich              | 2009. május 4.       |
| 2009. március 19.    | Jonathan Obika          | Yeovil               | 2009. május 4.       |
| 2009. március 19.    | Andros Townsend         | Yeovil               | 2009. május 4.       |
| 2009. március 24.    | Danny Rose              | Watford              | 2009. május 4.       |
| 2009. március 26.    | Yuri Berchiche          | Cheltenham           | 2009. május 4.       |
| 2009. március 26.    | David Hutton            | Cheltenham           | 2009. május 4.       |
| 2009. április 18.    | Lee Butcher             | Grays Athletic       | 2009. május 4.       |
| 2009. január 11.     | Kevin Prince-Boateng    | Borussia Dortmund    | 2009. május 24.      |
| 2009. február 2.     | Tomáš Pekhart           | Slavia Praha         | 2010 január          |

## Kezdő 11
Utolsó frissítés 2008. november 9..
| Szám | Poszt | Név                 | Kezdések |
| ---- | ----- | ------------------- | -------- |
| 1    | K     | Heurelho Gomes      | 19       |
| 16   | V     | Vedran Ćorluka      | 12       |
| 39   | V     | Jonathan Woodgate   | 17       |
| 22   | V     | Ledley King         | 10       |
| 3    | V     | Benoît Assou-Ekotto | 10       |
| 5    | KP    | David Bentley       | 13       |
| 4    | KP    | Didier Zokora       | 17       |
| 8    | KP    | Jermaine Jenas      | 15       |
| 7    | KP    | Gareth Bale         | 14       |
| 14   | CS    | Luka Modrić         | 14       |
| 10   | CS    | Darren Bent         | 13       |

| Gomes Corluka Woodgate King Assou-Ekotto Bentley Zokora Jenas Bale Modrić Bent |
| A legtöbbször használt kezdő tizenegy.                                         |

## Mérkőzések

### Szezon előtti mérkőzések
| 2008. július 14. | Tavernes | 0 – 8                 | Tottenham Hotspur                                                           | Spanyolország |
| 2008. július 14. |          | (0 – 1) (Jegyzőkönyv) | 27' Lennon 47' 63' Pekhart 53' 68' Dos Santos 76' Malbranque 84' 85' O'Hara | Spanyolország |

Első félidő: Alnwick, Gunter, Assou-Ekotto, Dawson, Chimbonda, Lennon, Jenas, Táarábt, Bostock, Keane, Bent.
Második félidő: Jansson, Hutton, Townsend, Tainio, Archibald-Henville, Malbranque, O'Hara, Huddlestone, dos Santos, Berbatov, Pekhart.
| 2008. július 19. | CD Denia | 2 – 4                 | Tottenham Hotspur                          | Spanyolország |
| 2008. július 19. |          | (? – 2) (Jegyzőkönyv) | 30' Táarábt 38' Jenas 54' (öngól) 59' Bent | Spanyolország |

Tottenham: Gomes (Jansson 63), Gunter, Dawson (Zokora 63), Archibald-Henville (Woodgate 63), Townsend, Lennon (Bostock 63), Huddlestone, Jenas (Keane 46), Bostock (Giovani 46), Táarábt, Bent (Pekhart 63).
| 2008. július 24. | Hércules CF                                  | 1 – 1                 | Tottenham Hotspur                                | Spanyolország |
| 2008. július 24. | Addison 5' Javi González 13' Dani Carril 33' | (1 – 1) (Jegyzőkönyv) | 35' Bent 45' Huddlestone 49' Woodgate 79' Lennon | Spanyolország |

Hercules CF: Unai Alba, Dani Carril, Sergio, Camara, Javi Gonzalez, Sendoa, Abraham Paz, Exposito, Moran, Adisson, Calero. Cserék: Calatuyud, Ruz, Rodri, Farinos, Cesar, Dani Bautista, Sergio Diaz, Santacruz, Raul, Luisao, Sergio Serrano, Efren, Kiko, Celso.
Spurs: Gomes, Gunter, Assou-Ekotto (O'Hara 62), Dawson, Woodgate (Zokora 62), Lennon (Townsend 81), Jenas (Bostock 81), Huddlestone, dos Santos, Bent, Berbatov.

Nem játszott: Jansson, Archibald-Henville, Táarábt, Pekhart.
| 2008. július 28. | Norwich City      | 1 – 5                 | Tottenham Hotspur                                  | Carrow Road, Norwich Nézőszám: 25 243 |
| 2008. július 28. | Jamie Cureton 16' | (1 – 2) (Jegyzőkönyv) | 10' (öngól) Stefanović 44' 57' 72' 75' Darren Bent | Carrow Road, Norwich Nézőszám: 25 243 |

Norwich City: Marshall, Otsemobor, Bertrand (Russell, 38), Clingan, Omozusi, Stefanović (Chadwick, 60), Croft, Fortheringham, Cureton (Martin, 69), Hoolahan, Pattison. Cserék: Russell, Nelson, Shackell, Renton, Eagle, Smith, Daley.
Spurs: Gomes, Gunter, Gilberto (Bale, 60), King (Assou-Ekotto, 46), Dawson (Huddlestone, 27), O'Hara, Jenas, Zokora, dos Santos (Táarábt, 81), Modrić (Lennon, 46), Bent.

Nem játszott: Jansson, Berbatov.
| 2008. július 30. | Leyton Orient | 1 – 5                 | Tottenham Hotspur                      | Brisbane Road, Leyton, London Nézőszám: 9 250 |
| 2008. július 30. | Demetriou 4'  | (1 – 0) (Jegyzőkönyv) | 46' 60' 77' Bent 48' Lennon 52' Modrić | Brisbane Road, Leyton, London Nézőszám: 9 250 |

Leyton Orient: Morris, Purches, Granville, Mkandawire, Saah, Melligan, Chambers, Dawkins (Boyd, 18), Terry, Demetriou, Jarvis.

Cserék: Gray, Giddins, Shields, Cave-Brown, Boyd, Palmer, Pires, Robson.
Spurs: Jansson, Gunter (Assou-Ekotto, 46), Bale (Townsend, 66), Zokora (Adam Smith, 60), Huddlestone, Lennon, Bent, Gilberto (Jenas, 46), Modrić (O'Hara, 60), Táarábt (Dos Santos, 60), Dawson.

Nem játszott: Gomes.
| 2008. augusztus 1. | Tottenham Hotspur    | 2 – 0                 | Celtic | Feijenoord Stadion, Rotterdam |
| 2008. augusztus 1. | Bent 24' Bentley 79' | (1 – 0) (Jegyzőkönyv) |        | Feijenoord Stadion, Rotterdam |

Spurs: Gomes; Zokora (Gunter, 83), Dawson, Woodgate (Bale, 45), Assou-Ekotto; Lennon (Bentley, 45), Huddlestone (King, 62), Jenas, Modrić (O'Hara, 83); Berbatov, Bent

Nem játszott: Jansson, Gilberto
Celtic: Boruc; Hinkel, McManus (O'Dea, 45), Caldwell, Wilson (Naylor, 61); Hartley (Donati, 73), S Brown, Robson (Caddis, 56), McGeady; McDonald, Vennegoor of Hesselink (Samaras, 62)

Nem játszott: M Brown, Balde
| 2008. augusztus 3. | Tottenham Hotspur                  | 3 – 0                 | Borussia Dortmund | Feijenoord Stadion, Rotterdam |
| 2008. augusztus 3. | Bent 10' dos Santos 54' O'Hara 87' | (1 – 0) (Jegyzőkönyv) |                   | Feijenoord Stadion, Rotterdam |

Spurs: Gomes; Zokora, Dawson, Huddlestone, Gilberto; Bentley (Gunter, 62), Jenas (csk) (Smith, 71), O'Hara, Bale (Lennon, 45); Giovani; Bent (Berbatov, 45)

Nem játszott: Jansson, Assou-Ekotto, Modrić
Dortmund: Ziegler; Owomoyela, Subotic, Hummels (Santana, 71), Schmelzer; Federico (Hille, 82), Hajnal (Sahin, 59), Kruska, Kringe (csk) (Sadrijaj, 71); Valdez (Klimowicz, 59), Petric

Nem játszott: Weidenfeller, Buckley
| 2008. augusztus 10. | Tottenham Hotspur                                | 5 – 0                 | AS Roma                             | White Hart Lane, London Nézőszám: 36 200 |
| 2008. augusztus 10. | Bentley 3' 45' Bent 5' 54' Lennon 50' Zokora 61' | (3 – 0) (Jegyzőkönyv) | 18' Mexes 27' Cassetti 86' Aquilani | White Hart Lane, London Nézőszám: 36 200 |

Spurs: Gomes (Jansson, 74), Zokora (Gunter, 63), Assou-Ekotto (Bale, 45), Dawson (Huddlestone, 58), Woodgate, Bentley (Gilberto, 70), Jenas (O'Hara, 70), Modrić (King, 58), dos Santos, Berbatov (Lennon, 45), Bent
Roma: Artur, Juan (Andreoli, 76), Mexes (Loria, 63), Aquilani, Vucinic (Alvarez, 76), De Rossi, Riise (Panucci, 45), Perrotta, Montella (Okaka Chuka, 45), Brighi, Cassetti

Nem játszott:  Pipolo, Esposito, Virga, Mladen

### Premier League
| 2008. augusztus 16. | Middlesbrough                   | 2 – 1                 | Tottenham Hotspur                      | Riverside Stadion, Middlesbrough Nézőszám: 32 623 Játékvezető: Martin Atkinson |
| 2008. augusztus 16. | Wheater 71' Mido 86' Digard 91' | (0 – 0) (Jegyzőkönyv) | 91' (öngól) Huth 61' Jenas 76' Bentley | Riverside Stadion, Middlesbrough Nézőszám: 32 623 Játékvezető: Martin Atkinson |

Middlesbrough: Jones, Wheater, Huth, Pogatetz, Taylor, Aliadiere, Shawky, O'Neil, Downing, Alves (Mido, 82), Sanli (Digard, 72)

Nem játszott: Turnbull, 11 Emnes, Johnson, Williams, Grounds
Tottenham: Gomes, Zokora, Dawson, Woodgate, Assou-Ekotto (O'Hara, 76), Lennon (Bale, 65), Jenas, Modrić, Bentley, Giovanni (Berbatov, 65), Bent

Nem játszott: Cesar, Huddlestone, Gunter, King
BBC Mérkőzés játékosa: Mido (Middlesbrough)
| 2008. augusztus 23. | Tottenham Hotspur  | 1 – 2                 | Sunderland                                             | White Hart Lane, London Nézőszám: 36 064 Játékvezető: Mike Dean (Wirral) |
| 2008. augusztus 23. | Jenas 73' Bale 26' | (0 – 0) (Jegyzőkönyv) | 55' Richardson 83' Cissé 55' Richardson 58' Malbranque | White Hart Lane, London Nézőszám: 36 064 Játékvezető: Mike Dean (Wirral) |

Tottenham: Gomes, Zokora, King, Woodgate, Assou-Ekotto (Huddlestone 56), Modrić, Lennon (Giovanni 56), Jenas, Bentley, Bale, Bent.

Nem játszó cserék: Cesar, Gilberto, Gunter, Dawson, O'Hara.
Sunderland: Gordon, Bardsley, Nosworthy, Higginbotham, Collins, Malbranque, Whitehead, Reid
(Miller 87), Richardson (Cisse 65), Diouf, Murphy.

Nem játszó cserék: Ward, Chopra, Leadbitter, Healy, Stokes.
| 2008. augusztus 31. | Chelsea                                        | 1 – 1                 | Tottenham Hotspur | Stamford Bridge, London Nézőszám: 41 790 Játékvezető: Howard Webb (S. Yorkshire) |
| 2008. augusztus 31. | Belletti 28' Deco 10' J. Cole 45' Bosingwa 86' | (1 – 1) (Jegyzőkönyv) | 45+1' Bent        | Stamford Bridge, London Nézőszám: 41 790 Játékvezető: Howard Webb (S. Yorkshire) |

Chelsea: Čech, Belletti (Kalou 75), Carvalho, Terry, Ashley Cole, Bosingwa, Essien, Lampard, Joe Cole (Malouda 65), Deco, Anelka (Di Santo 88).

Nem játszó cserék: Cudicini, Bridge, Ferreira, Alex.
Tottenham: Gomes, Zokora, Woodgate, King, Gunter (Huddlestone 62), Bentley (O'Hara 72), Jenas, Modrić, Bale, Giovani (Lennon 59), Bent.

Nem játszó cserék: Cesar, Gilberto, Dawson, Assou-Ekotto.
| 2008. szeptember 15. | Tottenham Hotspur   | 1 – 2                 | Aston Villa                                                            | White Hart Lane, London Nézőszám: 36 075 Játékvezető: Steve Bennett (Kent) |
| 2008. szeptember 15. | Bent 87' Dawson 60' | (0 – 1) (Jegyzőkönyv) | 5' Reo-Coker 54' Young 21' Shorey 51' Carew 83' Agbonlahor 90+4' Young | White Hart Lane, London Nézőszám: 36 075 Játékvezető: Steve Bennett (Kent) |

Tottenham: Gomes, Ćorluka, Woodgate, Dawson (Giovani 62), Bale, Lennon, Zokora (Bentley 46), Huddlestone, Modrić (Jenas 29), Pavljucsenko, Bent.

Nem játszó cserék: Cesar, Gilberto, Campbell, O'Hara.
Aston Villa: Friedel, Luke Young, Laursen, Davies, Shorey (Gardner 88), Ashley Young, Petrov, Reo-Coker, Barry, Agbonlahor (Harewood 84), Carew (Milner 63).

Nem játszó cserék: Guzan, Knight, Routledge, Cuellar.
| 2008. szeptember 21. | Tottenham Hotspur      | 0 – 0         | Wigan Athletic         | White Hart Lane, London Nézőszám: 35 808 Játékvezető: Steve Tanner (Somerset) |
| 2008. szeptember 21. | Ćorluka 43' O'Hara 41' | (Jegyzőkönyv) | 29' Boyce 63' Palacios | White Hart Lane, London Nézőszám: 35 808 Játékvezető: Steve Tanner (Somerset) |

Tottenham: Gomes, Zokora, Woodgate, Ćorluka, Assou-Ekotto, Bentley (Lennon 64), Jenas, O'Hara, Bale (Huddlestone 80), Bent, Pavljucsenko (Campbell 46).

Nem játszó cserék: Cesar, Gilberto, Gunter, Giovani.
Wigan: Kirkland, Figueroa, Boyce, Bramble, Melchiot, Valencia, Scharner, Palacios, Koumas (Kapo 72), Zaki (Camara 82), Heskey.

Nem játszó cserék: Kingson, Pollitt, Taylor, Kilbane, De Ridder.
| 2008. szeptember 28. | Portsmouth                                                               | 2 – 0               | Tottenham Hotspur       | Fratton Park, Portsmouth Nézőszám: 20 352 Játékvezető: Mike Dean |
| 2008. szeptember 28. | Defoe 34' Diarra 38' Belhadj 57' Crouch 68' Crouch 80' Hughes 84' Diarra | (1 – 0) Jegyzőkönyv | 27' Woodgate 32' O'Hara | Fratton Park, Portsmouth Nézőszám: 20 352 Játékvezető: Mike Dean |

Portsmouth: James, Johnson, Campbell, Distin, Belhadj, Little (Utaka 61), Diarra, Hughes, Armand Traore, Crouch, Defoe (Kaboul 89).

Nem játszó cserék: Ashdown, Hreidarsson, Pamarot, Mvuemba, Kanu.
Tottenham: Gomes, Ćorluka, Dawson, Woodgate, Assou-Ekotto, Bentley, Jenas, Zokora (Giovani 58), O'Hara, Gilberto (Lennon 46), Pavljucsenko (Bent 73).

Nem játszó cserék: Cesar, Huddlestone, Modrić, Gunter.
| 2008. október 5. | Tottenham Hotspur                          | 0 – 1               | Hull City                          | White Hart Lane, London Nézőszám: 36 062 Játékvezető: Rob Styles (Hampshire) |
| 2008. október 5. | Jenas 34' Lennon 73' Bent 81' Campbell 88' | (0 – 1) Jegyzőkönyv | 9' Geovanni 21' Ashbee 38' Boateng | White Hart Lane, London Nézőszám: 36 062 Játékvezető: Rob Styles (Hampshire) |

Tottenham: Gomes, Gunter (Bentley 55), Ćorluka, Woodgate, Bale, Lennon (Giovani 74), Jenas, Zokora, Modrić, Pavljucsenko (Bent 35), Campbell.

Nem játszó cserék: Cesar, Dawson, O'Hara, Assou-Ekotto.
Hull: Myhill, McShane, Turner, Zayatte, Dawson, Marney, Ashbee, Boateng, Geovanni (Halmosi 71), King (Folan 81), Cousin (Mendy 60).

Nem játszó cserék: Hughes, Duke, Garcia, Ricketts.
| 2008. október 19. | Stoke City          | 2 – 1 | Tottenham Hotspur | Britannia Stadion, Stoke-on-Trent Nézőszám: 27 500 Játékvezető: Lee Mason (Lancashire) |
| 2008. október 19. | (1 – 1) Jegyzőkönyv |       |                   | Britannia Stadion, Stoke-on-Trent Nézőszám: 27 500 Játékvezető: Lee Mason (Lancashire) |

Stoke: Sorensen (Simonsen 66), Griffin, Abdoulaye Faye, Sonko (Shawcross 83), Higginbotham, Soares, Olofinjana, Diao, Delap, Sidibe, Kitson (Fuller 56).

Nem játszó cserék: Whelan, Cresswell, Amdy Faye, Tonge.
Tottenham: Gomes, Hutton, Woodgate, Ćorluka (Dawson 77), Bale, Lennon, Zokora, Jenas, Modrić, Bentley (Pavljucsenko 59), Bent.

Nem játszó cserék: Cesar, Huddlestone, Campbell, O'Hara, Assou-Ekotto
| 2008. október 26. | Tottenham Hotspur | 2 – 0 | Bolton Wanderers | White Hart Lane, London |
| 2008. október 26. | (1 – 0)           |       |                  | White Hart Lane, London |

| 2008. október 29. | Arsenal | 4 – 4 | Tottenham Hotspur | Emirates Stadium, London |
| 2008. október 29. | (1 – 1) |       |                   | Emirates Stadium, London |

| 2008. november 1. | Tottenham Hotspur | 2 – 1 | Liverpool | White Hart Lane, London |
| 2008. november 1. | (0 – 1)           |       |           | White Hart Lane, London |

| 2008. november 9. | Manchester City | 1 – 2 | Tottenham Hotspur | City of Manchester Stadium, Manchester |
| 2008. november 9. | (1 – 1)         |       |                   | City of Manchester Stadium, Manchester |

| 2008. november 15. | Fulham  | 2 – 1 | Tottenham Hotspur | Craven Cottage, London |
| 2008. november 15. | (1 – 0) |       |                   | Craven Cottage, London |

| 2008. november 23. | Tottenham Hotspur | 1 – 0 | Blackburn Rovers | White Hart Lane, London |
| 2008. november 23. | (1 – 0)           |       |                  | White Hart Lane, London |

| 2008. november 30. | Tottenham Hotspur | 0 – 1 | Everton | White Hart Lane, London |
| 2008. november 30. | (0 – 0)           |       |         | White Hart Lane, London |

| 2008. december 8. | West Ham United | 0 – 2 | Tottenham Hotspur | Upton Park, London |
| 2008. december 8. | (0 – 0)         |       |                   | Upton Park, London |

| 2008. december 13. | Tottenham Hotspur | 0 – 0 | Manchester United | White Hart Lane, London |
| 2008. december 13. |                   |       |                   | White Hart Lane, London |

| 2008. december 21. | Newcastle United | 2 – 1 | Tottenham Hotspur | St James’ Park, Newcastle upon Tyne |
| 2008. december 21. | (1 – 1)          |       |                   | St James’ Park, Newcastle upon Tyne |

| 2008. december 26. | Tottenham Hotspur | 0 – 0 | Fulham | White Hart Lane, London |
| 2008. december 26. |                   |       |        | White Hart Lane, London |

| 2008. december 28. | West Bromwich Albion | 2 – 0 | Tottenham Hotspur | The Hawthorns, Birmingham |
| 2008. december 28. | (0 – 0)              |       |                   | The Hawthorns, Birmingham |

| 2009. január 11. | Wigan Athletic | 1 – 0 | Tottenham Hotspur | JJB Stadion, Wigan |
| 2009. január 11. | (0 – 0)        |       |                   | JJB Stadion, Wigan |

| 2009. január 18. | Tottenham Hotspur | 1 – 1 | Portsmouth | White Hart Lane, London |
| 2009. január 18. | (0 – 0)           |       |            | White Hart Lane, London |

| 2009. január 27. | Tottenham Hotspur | 3 – 1 | Stoke City | White Hart Lane, London |
| 2009. január 27. | (3 – 0)           |       |            | White Hart Lane, London |

| 2009. január 31. | Bolton Wanderers | 3 – 2 | Tottenham Hotspur | Reebok Stadion, Horwich |
| 2009. január 31. | (1 – 0)          |       |                   | Reebok Stadion, Horwich |

| 2009. február 8. | Tottenham Hotspur | 0 – 0 | Arsenal | White Hart Lane, London |
| 2009. február 8. |                   |       |         | White Hart Lane, London |

| 2009. február 23. | Hull City | 1 – 2 | Tottenham Hotspur | KC Stadion, Kingston upon Hull |
| 2009. február 23. | (1 – 1)   |       |                   | KC Stadion, Kingston upon Hull |

| 2009. március 4. | Tottenham Hotspur | 4 – 0 | Middlesbrough | White Hart Lane, London |
| 2009. március 4. | (3 – 0)           |       |               | White Hart Lane, London |

| 2009. március 7. | Sunderland | 1 – 1 | Tottenham Hotspur | Stadium of Light, Sunderland |
| 2009. március 7. | (1 – 0)    |       |                   | Stadium of Light, Sunderland |

| 2009. március 15. | Aston Villa | 1 – 2 | Tottenham Hotspur | Villa Park, Birmingham |
| 2009. március 15. | (0 – 1)     |       |                   | Villa Park, Birmingham |

| 2009. március 21. | Tottenham Hotspur | 1 – 0 | Chelsea | White Hart Lane, London |
| 2009. március 21. | (0 – 0)           |       |         | White Hart Lane, London |

| 2009. április 4. | Blackburn Rovers | 2 – 1 | Tottenham Hotspur | Ewood Park, Blackburn |
| 2009. április 4. | (0 – 1)          |       |                   | Ewood Park, Blackburn |

| 2009. április 11. | Tottenham Hotspur | 1 – 0 | West Ham United | White Hart Lane, London |
| 2009. április 11. | (0 – 0)           |       |                 | White Hart Lane, London |

| 2009. április 19. | Tottenham Hotspur | 1 – 0 | Newcastle United | White Hart Lane, London |
| 2009. április 19. | (1 – 0)           |       |                  | White Hart Lane, London |

| 2009. április 25. | Manchester United | 5 – 2 | Tottenham Hotspur | Old Trafford, Manchester |
| 2009. április 25. | (0 – 2)           |       |                   | Old Trafford, Manchester |

| 2009. május 2. | Tottenham Hotspur | 1 – 0 | West Bromwich Albion | White Hart Lane, London |
| 2009. május 2. | (1 – 0)           |       |                      | White Hart Lane, London |

| 2009. május 9. | Everton | 0 – 0 | Tottenham Hotspur | Goodison Park, Liverpool |
| 2009. május 9. |         |       |                   | Goodison Park, Liverpool |

| 2009. május 16. | Tottenham Hotspur | 2 – 1 | Manchester City | White Hart Lane, London |
| 2009. május 16. | (1 – 0)           |       |                 | White Hart Lane, London |

| 2009. május 24. | Liverpool | 3 – 1 | Tottenham Hotspur | Anfield Stadion, Liverpool |
| 2009. május 24. | (1 – 0)   |       |                   | Anfield Stadion, Liverpool |

### Ligakupa
Harmadik kör
| 2008. szeptember 24. | Newcastle United  | 1 – 2                 | Tottenham Hotspur                                               | St James’ Park, Newcastle upon Tyne Nézőszám: 20 577 Játékvezető: Chris Foy (Merseyside) |
| 2008. szeptember 24. | Owen 90' Butt 22' | (0 – 0) (Jegyzőkönyv) | 62' Pavljucsenko 66' O'Hara 35' Ćorluka 45+2' O'Hara 63' Zokora | St James’ Park, Newcastle upon Tyne Nézőszám: 20 577 Játékvezető: Chris Foy (Merseyside) |

Newcastle: Given, Geremi, Taylor, Coloccini, Bassong, Cacapa (Edgar 72), Butt, N'Zogbia, Owen, Duff (Xisco 72), Martins.

Nem játszott cserék: Harper, Ameobi, Tozer, Doninger, Donaldson.
Tottenham: Gomes, Corluka, King, Woodgate, Assou-Ekotto, Lennon (Campbell 62), Jenas, Zokora, O'Hara, Bale (Giovani 53), Pavljucsenko (Modric 75).

Nem játszott cserék: Cesar, Bentley, Bent, Gilberto.
Negyedik kör
| 2008. november 11. | Tottenham Hotspur   | – | Liverpool | White Hart Lane, London |
| 2008. november 11. | ( – ) (Jegyzőkönyv) |   |           | White Hart Lane, London |

### UEFA-kupa
Első kör
| 2008. szeptember 18. | Tottenham Hotspur               | 2 – 1                 | Wisła Kraków                          | White Hart Lane, London Nézőszám: 35 751 Játékvezető: Lucilio Cardoso Cortez Batista (portugál) |
| 2008. szeptember 18. | Bentley 33' Bent 73' O'Hara 90' | (1 – 1) (Jegyzőkönyv) | 34' Jirsák 44' Sobolewski 88' Małecki | White Hart Lane, London Nézőszám: 35 751 Játékvezető: Lucilio Cardoso Cortez Batista (portugál) |

Tottenham: Gomes, Gunter (O'Hara 57), Woodgate, King, Bale, Bentley, Jenas, Zokora, Lennon (Campbell 57), Giovani (Assou-Ekotto 70), Bent.

Nem játszott cserék: Cesar, Huddlestone, Gilberto, Dawson.
Wisla Krakow: Pawelek, Singlar, Baszczynski, Cleber, Diaz, Boguski (Malecki 72), Sobolewski, Cantoro, Zienczuk, Pawel Brozek (Niedzielan 79), Jirsak (Lobodzinski 61).

Nem játszott cserék: Juszczyk, Guedes Filho, Glowacki, Barreto.
Visszavágó
| 2008. október 2. | Wisła Kraków                          | 1 – 1                 | Tottenham Hotspur                                                        | Wisła Stadion, Krakkó Nézőszám: 15 000 Játékvezető: Alexandru Dan Tudor |
| 2008. október 2. | Brożek 83' Łobodziński 45' Cléber 76' | (0 – 0) (Jegyzőkönyv) | 58' (ög) Głowacki 34' Woodgate 59' Modrić 62' Bale 76' Lennon 76' Zokora | Wisła Stadion, Krakkó Nézőszám: 15 000 Játékvezető: Alexandru Dan Tudor |

Wisla Krakow: Pawelek, Baszczynski, Glowacki, Cleber, Brozek, Boguski (Guedes Filho 82), Cantoro (Zienczuk 66), Sobolewski, Diaz, Jirsak (Lobodzinski 32), Brozek.

Nem játszott cserék: Juszczyk, Singlar, Niedzielan, Barreto.
Tottenham: Gomes, Gunter, King, Woodgate, Bale, Lennon (Dawson 88), Zokora, Jenas, Modric (Huddlestone 77), Campbell (O'Hara 68), Bent.

Nem játszott cserék: Cesar, Bentley, Giovani, Assou-Ekotto.
Csoportkör
D csoport
| Csapat            | M | Gy | D | V | Lg | Kg | Ga | Pont |
| ----------------- | - | -- | - | - | -- | -- | -- | ---- |
| Udinese           | 4 | 3  | 0 | 1 | 6  | 4  | +2 | 9    |
| Tottenham Hotspur | 4 | 2  | 1 | 1 | 7  | 4  | +3 | 7    |
| NEC               | 4 | 2  | 0 | 2 | 6  | 5  | +1 | 6    |
| Szpartak Moszkva  | 4 | 1  | 1 | 2 | 5  | 6  | –1 | 4    |
| Dinamo Zagreb     | 4 | 1  | 0 | 3 | 4  | 9  | –5 | 3    |

| 2008. október 23. | Udinese Calcio      | 2 – 0 | Tottenham Hotspur | Stadio Friuli, Udine |
| 2008. október 23. | ( – ) (Jegyzőkönyv) |       |                   | Stadio Friuli, Udine |

| 2008. november 6. | Tottenham Hotspur   | 4 – 0 | Dinamo Zagreb | White Hart Lane, London |
| 2008. november 6. | ( – ) (Jegyzőkönyv) |       |               | White Hart Lane, London |

| 2008. november 27. | NEC Nijmegen        | 0 – 1 | Tottenham Hotspur | Stadion de Goffert, Nijmegen |
| 2008. november 27. | ( – ) (Jegyzőkönyv) |       |                   | Stadion de Goffert, Nijmegen |

| 2008. december 18. | Tottenham Hotspur   | 2 – 2 | Szpartak Moszkva | White Hart Lane, London |
| 2008. december 18. | ( – ) (Jegyzőkönyv) |       |                  | White Hart Lane, London |

## Statisztika
| Szám | Poszt | Ország           | Játékos              | Mérk. | Gólok | SL | PL |
| ---- | ----- | ---------------- | -------------------- | ----- | ----- | -- | -- |
| 1    | K     | Brazília         | Heurelho Gomes       | 33    | 0     | 1  | 0  |
| 2    | V     | Skócia           | Alan Hutton          | 7     | 0     | 1  | 0  |
| 3    | V     | Wales            | Gareth Bale          | 23    | 0     | 4  | 1  |
| 4    | KP    | Elefántcsontpart | Didier Zokora        | 31    | 0     | 3  | 0  |
| 5    | KP    | Anglia           | David Bentley        | 28    | 2     | 4  | 0  |
| 6    | KP    | Anglia           | Tom Huddlestone      | 20    | 2     | 3  | 0  |
| 7    | KP    | Anglia           | Aaron Lennon         | 33    | 1     | 3  | 0  |
| 8    | KP    | Anglia           | Jermaine Jenas       | 23    | 2     | 5  | 0  |
| 9    | CS    | Oroszország      | Roman Pavljucsenko   | 23    | 11    | 1  | 0  |
| 10   | CS    | Anglia           | Darren Bent          | 29    | 12    | 1  | 0  |
| 11   | DF    | Brazília         | Gilberto             | 2     | 0     | 0  | 0  |
| 14   | KP    | Horvátország     | Luka Modrić          | 26    | 3     | 2  | 0  |
| 16   | V     | Wales            | Chris Gunter         | 9     | 0     | 0  | 0  |
| 17   | KP    | Mexikó           | Giovani Dos Santos   | 9     | 0     | 0  | 0  |
| 18   | CS    | Anglia           | Fraizer Campbell     | 17    | 3     | 2  | 0  |
| 20   | V     | Anglia           | Michael Dawson       | 18    | 1     | 2  | 1  |
| 21   | K     | Spanyolország    | César Sánchez        | 1     | 0     | 0  | 0  |
| 22   | V     | Horvátország     | Vedran Ćorluka       | 24    | 0     | 2  | 0  |
| 23   | KP    | Németország      | Kevin-Prince Boateng | 2     | 0     | 0  | 0  |
| 24   | KP    | Anglia           | Jamie O'Hara         | 23    | 4     | 4  | 1  |
| 25   | CS    | Anglia           | Jermain Defoe        | 3     | 2     | 0  | 0  |
| 26   | V     | Anglia           | Ledley King          | 17    | 1     | 2  | 0  |
| 32   | V     | Kamerun          | Benoît Assou-Ekotto  | 20    | 0     | 3  | 2  |
| 39   | V     | Anglia           | Jonathan Woodgate    | 29    | 0     | 3  | 0  |
| 51   | KP    | Anglia           | John Bostock         | 1     | 0     | 0  | 0  |

- Utolsó frissítés: 2009. január 22.
- Az adatok minden kiírásra vonatkoznak
- A csereként lejátszott mérkőzéseket is tartalmazza

### Góllövőlista
| #  | Játékos            | Poszt       | Premier League | FA-kupa | Ligakupa | UEFA-kupa | Előszezon | Összesen |
| -- | ------------------ | ----------- | -------------- | ------- | -------- | --------- | --------- | -------- |
| 1  | Darren Bent        | Csatár      | 7              | 0       | 1        | 4         | 13        | 12       |
| 2  | Roman Pavljucsenko | Csatár      | 3              | 2       | 6        | 0         | 0         | 11       |
| 3  | Jamie O'Hara       | Középpályás | 1              | 0       | 2        | 1         | 3         | 4        |
| 4  | Fraizer Campbell   | Csatár      | 1              | 0       | 2        | 0         | 0         | 3        |
| 5  | Luka Modrić        | Középpályás | 1              | 1       | 0        | 1         | 1         | 3        |
| 6  | Jermaine Jenas     | Középpályás | 2              | 0       | 0        | 0         | 1         | 2        |
| 7  | David Bentley      | Középpályás | 1              | 0       | 0        | 1         | 3         | 2        |
| 8  | Tom Huddlestone    | Középpályás | 0              | 0       | 0        | 2         | 0         | 2        |
| 9  | Aaron Lennon       | Középpályás | 1              | 0       | 0        | 0         | 3         | 1        |
| 10 | Ledley King        | Hátvéd      | 1              | 0       | 0        | 0         | 0         | 1        |
| 11 | Giovani dos Santos | Középpályás | 0              | 0       | 0        | 0         | 3         | 0        |
| 12 | Tomáš Pekhart      | Csatár      | 0              | 0       | 0        | 0         | 2         | 0        |
| 13 | Steed Malbranque   | Középpályás | 0              | 0       | 0        | 0         | 1         | 0        |
| 14 | Ádel Táarábt       | Középpályás | 0              | 0       | 0        | 0         | 1         | 0        |

- Az előszezonban szerzett gólok nincsenek az összes gólba beleszámítva.

### Legtöbb mérkőzés
| # | Játékos           | Poszt       | Premier League | FA-kupa | Ligakupa | UEFA-kupa | Összesen |
| - | ----------------- | ----------- | -------------- | ------- | -------- | --------- | -------- |
| 1 | Heurelho Gomes    | Kapus       | 34             | 1       | 5        | 8         | 48       |
| 2 | Aaron Lennon      | Középpályás | 35             | 1       | 5        | 6         | 47       |
| 3 | Jonathan Woodgate | Hátvéd      | 34             | 1       | 4        | 5         | 44       |
| 4 | Didier Zokora     | Középpályás | 29             | 2       | 6        | 7         | 44       |
| 5 | Luka Modrić       | Középpályás | 34             | 2       | 4        | 4         | 44       |